# Nematocentropus schmidi
Nematocentropus schmidi là một loài bướm đêm thuộc họ Neopseustidae. Nó được Mutuura miêu tả năm 1971. Nó sinh sống ở tây nam Rupa gần biên giới của Bhutan ở Assam, Ấn Độ.
Sải cánh dài khoảng 16 mm. Tiêu bản được tìm thấy ở một núi gần vùng rừng có độ cao độ 2154 mét.